# كومنينيون

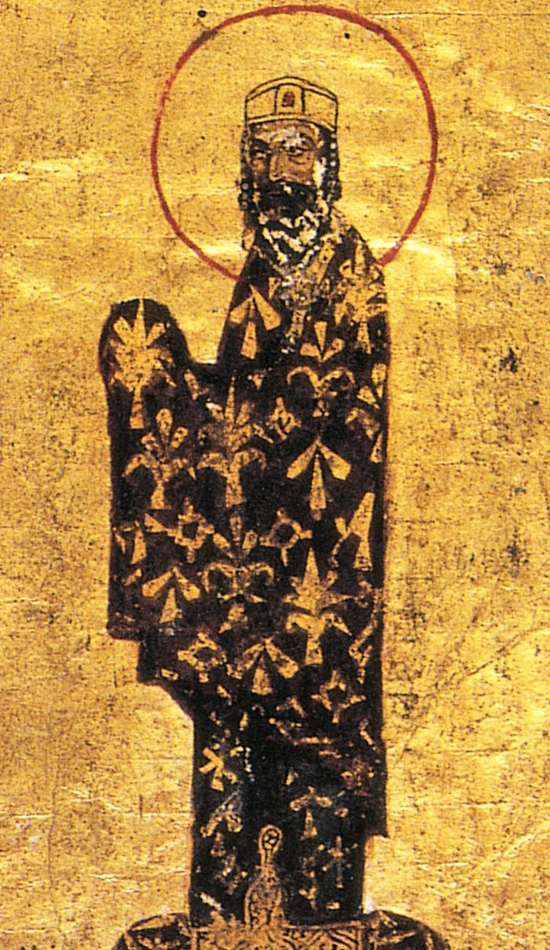
الإمبراطور البيزنطي ألكسيوس الأول كومنينوس.

الكومنينيون هي السلالة التي حكمت الإمبراطورية البيزنطية وأوقفت تدهورها السياسي بين عامي 1081م-1185م تقريبًا.